# Боасиз ле Роа
Боасиз ле Роа (фр. Boissise-le-Roi) је насељено место у Француској у региону Париски регион, у департману Сена и Марна.
По подацима из 2011. године у општини је живело 3616 становника, а густина насељености је износила 510,01 становника/km².

## Демографија
| 1962. | 1968. | 1975. | 1982. | 1990. | 2011. |
| ----- | ----- | ----- | ----- | ----- | ----- |
| 718   | 1.030 | 1.818 | 2.676 | 3.126 | 3.616 |